# Regione Sudest del Brasile
Il Sudest (in portoghese Sudeste) è una delle 5 regioni che formano il primo livello di suddivisione del Brasile.

## Geografia fisica
Quarta regione per dimensioni, è la più popolosa, contando all'interno le 2 maggiori metropoli brasiliane quali San Paolo e Rio de Janeiro. Confina con le regioni del Sud, del Centro-Ovest e del Nordest.

## Suddivisione

### Stati federati
- Espírito Santo (Vitória)
- Minas Gerais (Belo Horizonte)
- Rio de Janeiro (Rio de Janeiro)
- San Paolo (San Paolo)

### Città principali
- San Paolo (10.886.534)
- Rio de Janeiro (6.136.652)
- Belo Horizonte (2.412.937)
- Vitória (1.685.384)
- Guarulhos (1.283.253)
- Campinas (1.059.420)
- São Bernardo do Campo (803.906)
- Osasco (714.950)

## Economia

### Agricoltura

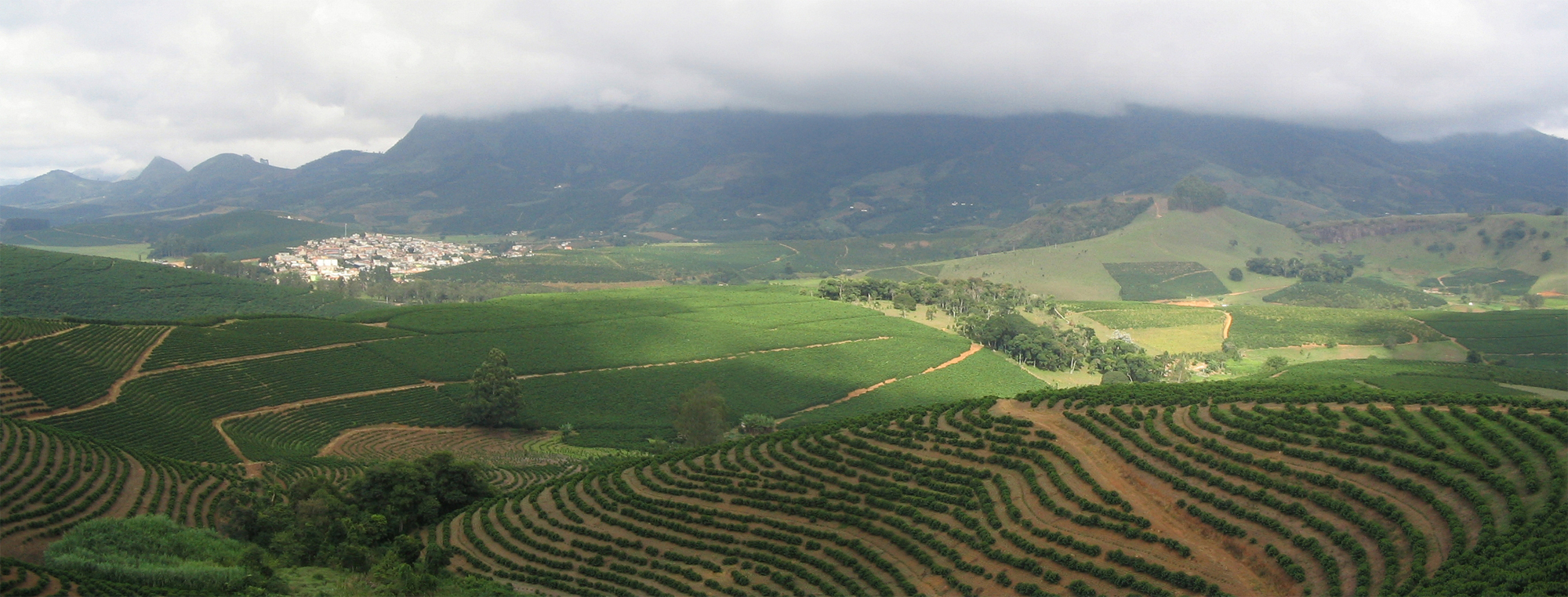
Piantagione di caffè nel Minas Gerais.

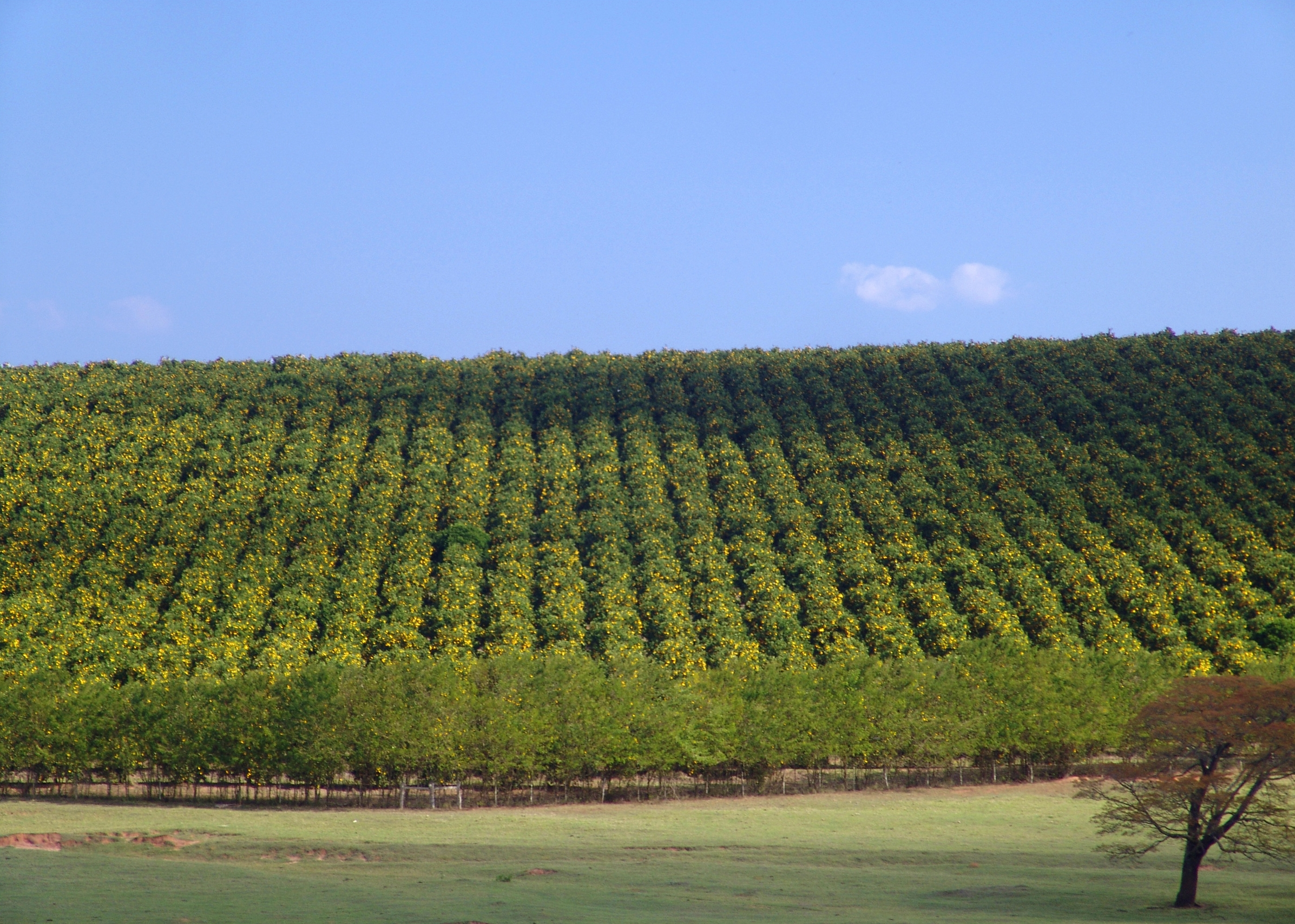
Piantagione di arance nello stato di San Paolo.

I principali prodotti agricoli coltivati sono:
- caffè (85% della produzione del paese, che è il maggior produttore mondiale);
- canna da zucchero (65% della produzione del paese, che è il maggior produttore mondiale);
- arancio (85% della produzione del paese, che è il maggior produttore mondiale);
- limone (80% della produzione del paese, che è il quinto produttore mondiale);
- arachide (90% della produzione del paese, che è il 14° produttore mondiale);
- banana (35% della produzione del paese, che è il settimo produttore mondiale);
- sorgo (30% della produzione del paese, che è il settimo produttore mondiale);
- pomodoro (44% della produzione del paese, che è il decimo produttore mondiale);
- kaki (70% della produzione del paese, che è il sesto produttore mondiale);
- mandarino (60% della produzione del paese, che è il sesto produttore mondiale);
- papaya (40% della produzione del paese, che è il secondo produttore mondiale);
- ananas (27% della produzione del paese, che è il terzo produttore mondiale).

La regione produce ancora notevoli quantità di:
- fagiolo (più del 20% della produzione del paese, che è il terzo produttore mondiale);
- cassava (13% della produzione del paese, che è il quinto produttore mondiale);
- soia (7% della produzione del paese, che è il più grande produttore mondiale);
- patata, carota e fragola (oltre il 50% della produzione del paese).

### Bestiame

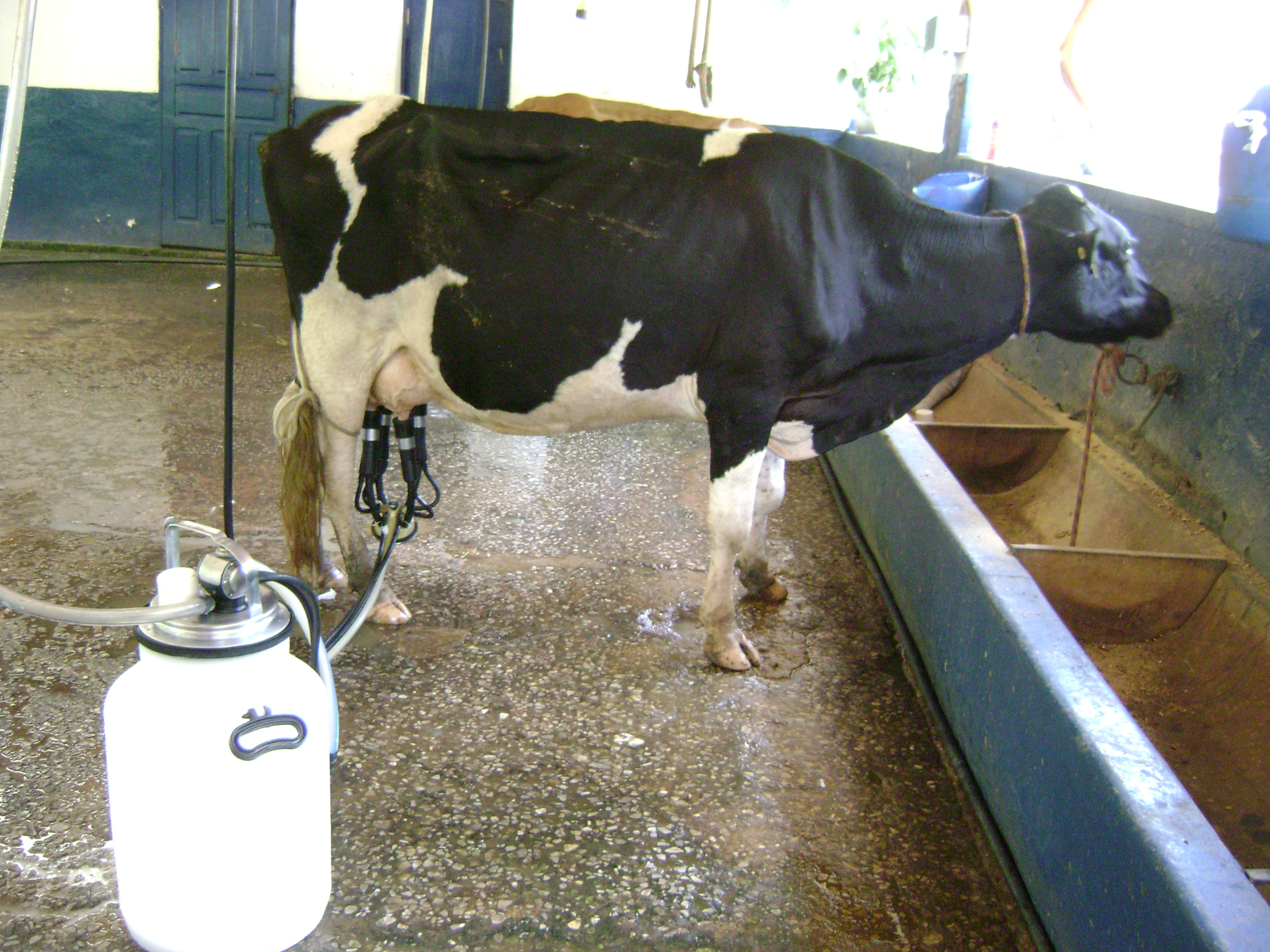
Estrazione del latte nel Minas Gerais.

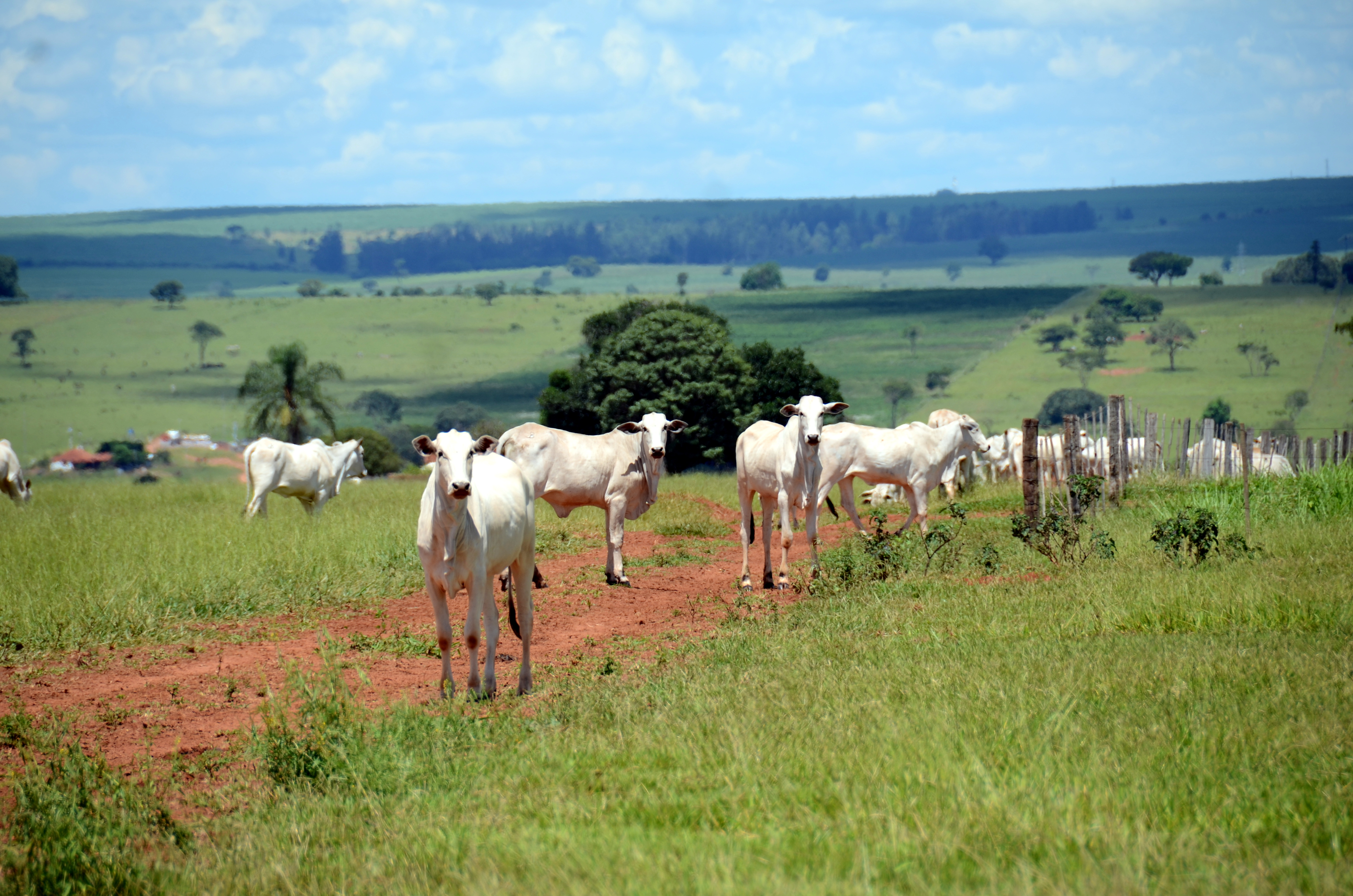
Bovini a San Paolo

Anche il bestiame ha una grande importanza nella regione.
Il Sudest è il secondo produttore nazionale di latte, con il 34,2%, in leggero calo rispetto alla Regione Sud, che produce il 35,7%. Il sud-est ha la più grande mandria di mucche munte: il 30,4% del totale di 17,1 milioni esistenti in Brasile. La produttività più alta, tuttavia, è quella della regione meridionale, con una media di 3.284 litri per vacca all'anno, motivo per cui è in testa alla classifica della produzione di latte dal 2015. Il Minas Gerais è il principale stato produttore di latte in Brasile con il più grande è efficace anche per le vacche munte, responsabili del 26,6% della produzione e del 20,0% di tutti gli animali nel latte. Il comune di Patos de Minas è stato il secondo produttore nel 2017, con 191,3 milioni di litri di latte.
L'allevamento di pollame e la produzione di uova sono le più importanti del paese. Gli stormi di pollame, secondo l'IBGE, includono polli, galli, galline e pulcini. Nel 2018, la regione del Sud, con un accento sulla creazione di polli da macello, era responsabile di quasi la metà del totale brasiliano (46,9%). Il Paraná rappresentava solo il 26,2%. Tuttavia, la situazione è invertita quando si tratta di polli. La prima regione nella classifica è stata il sud-est, con il 38,9% del capitale totale del paese. Per il 2018 è stato stimato un totale di 246,9 milioni di galline. Lo stato di San Paolo è responsabile del 21,9%. La produzione nazionale di uova di gallina è stata di 4,4 miliardi di dozzine nel 2018. La regione del sud-est era responsabile del 43,8% del totale prodotto. Lo stato di San Paolo è stato il più grande produttore nazionale (25,6%), con un totale di 16,8 milioni di uccelli. Il sud-est è responsabile del 64%, evidenziando San Paolo (24,6%) e Espírito Santo (21,0%).

### Estrazione mineraria

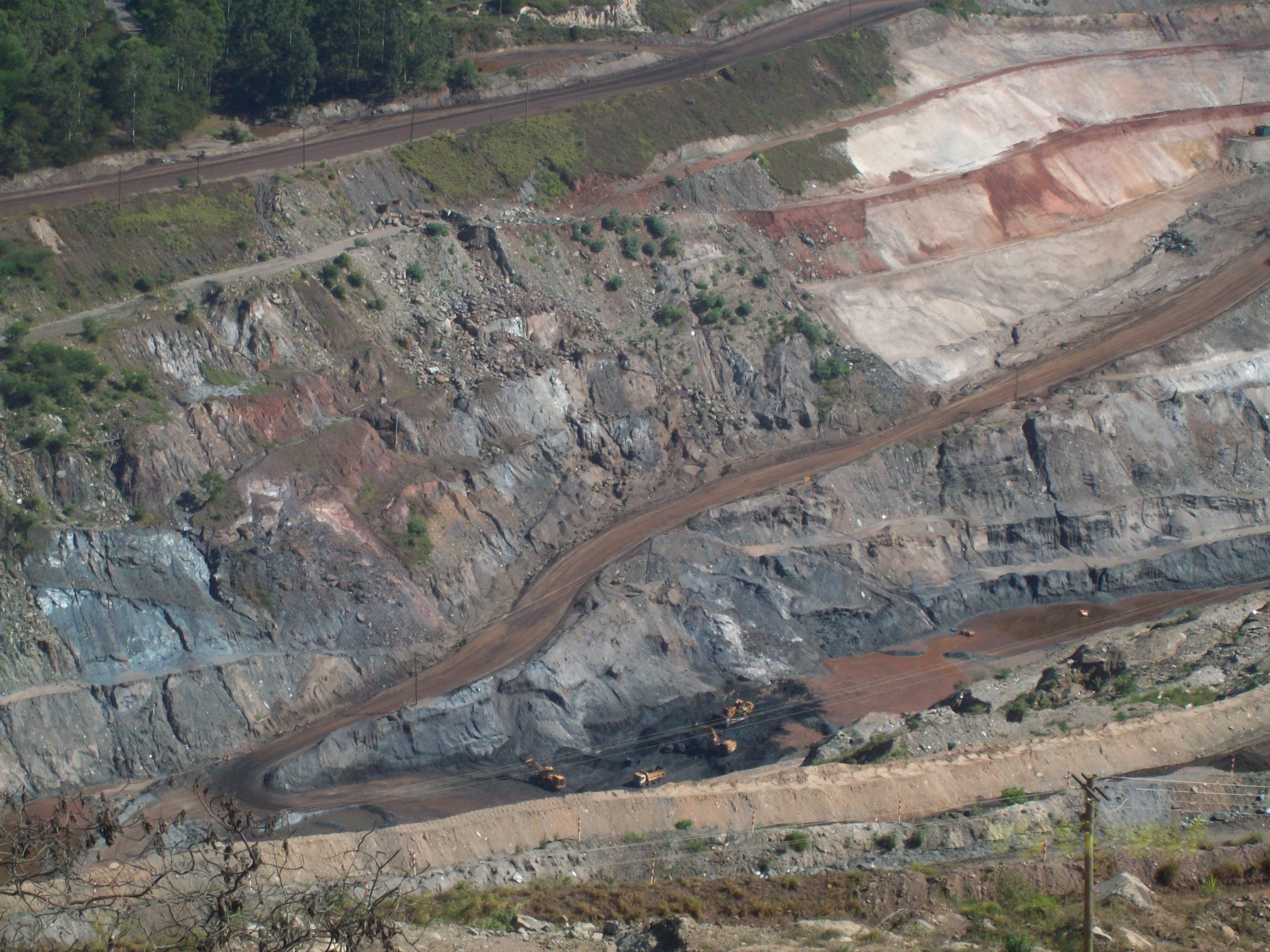
Miniera di ferro a Minas Gerais.

Nella produzione mineraria, nel 2017, Minas Gerais è stato il più grande produttore del paese di ferro (277 milioni di tonnellate per un valore di 37,2 miliardi di R $), oro (29,3 tonnellate per un valore di 3,6 miliardi di R $), zinco (400.000 tonnellate per un valore di R $ 351 milioni) e niobio (sotto forma di cloridrato) (131.000 tonnellate per un valore di R $ 254 milioni). Inoltre, Minas è stato il secondo più grande produttore di alluminio (bauxite) (1,47 milioni di tonnellate per un valore di R $ 105 milioni), terzo di manganese (296.000 tonnellate per un valore di 32 milioni di R $) e il quinto di stagno (206 tonnellate per un valore di 4,7 milioni di R $). Minas Gerais deteneva il 47,19% del valore della produzione di minerali commercializzati in Brasile (primo posto), con 41,7 miliardi di R $. Lo stato ha la più grande produzione di varie pietre preziose del paese. In acquamarina, Minas Gerais produce le pietre più preziose al mondo. Nel diamante, il Brasile è stato il più grande produttore mondiale di diamanti dal 1730 al 1870, l'estrazione è avvenuta per la prima volta nella Serra da Canastra, regione di Diamantina, abbassando addirittura pietra in tutti a causa della produzione in eccesso. Minas Gerais continua ad estrarre diamanti, oltre ad avere produzioni su scala maggiore o minore di agata, smeraldo, granato, diaspro e zaffiro. Topazio e tormaline si distinguono. Nel topazio, il Brasile ha la varietà più preziosa al mondo, il topazio imperiale, prodotto solo in Ouro Preto. Inoltre, il paese è il principale produttore mondiale di topazio. È anche uno dei maggiori produttori di tormaline al mondo.

### Industria

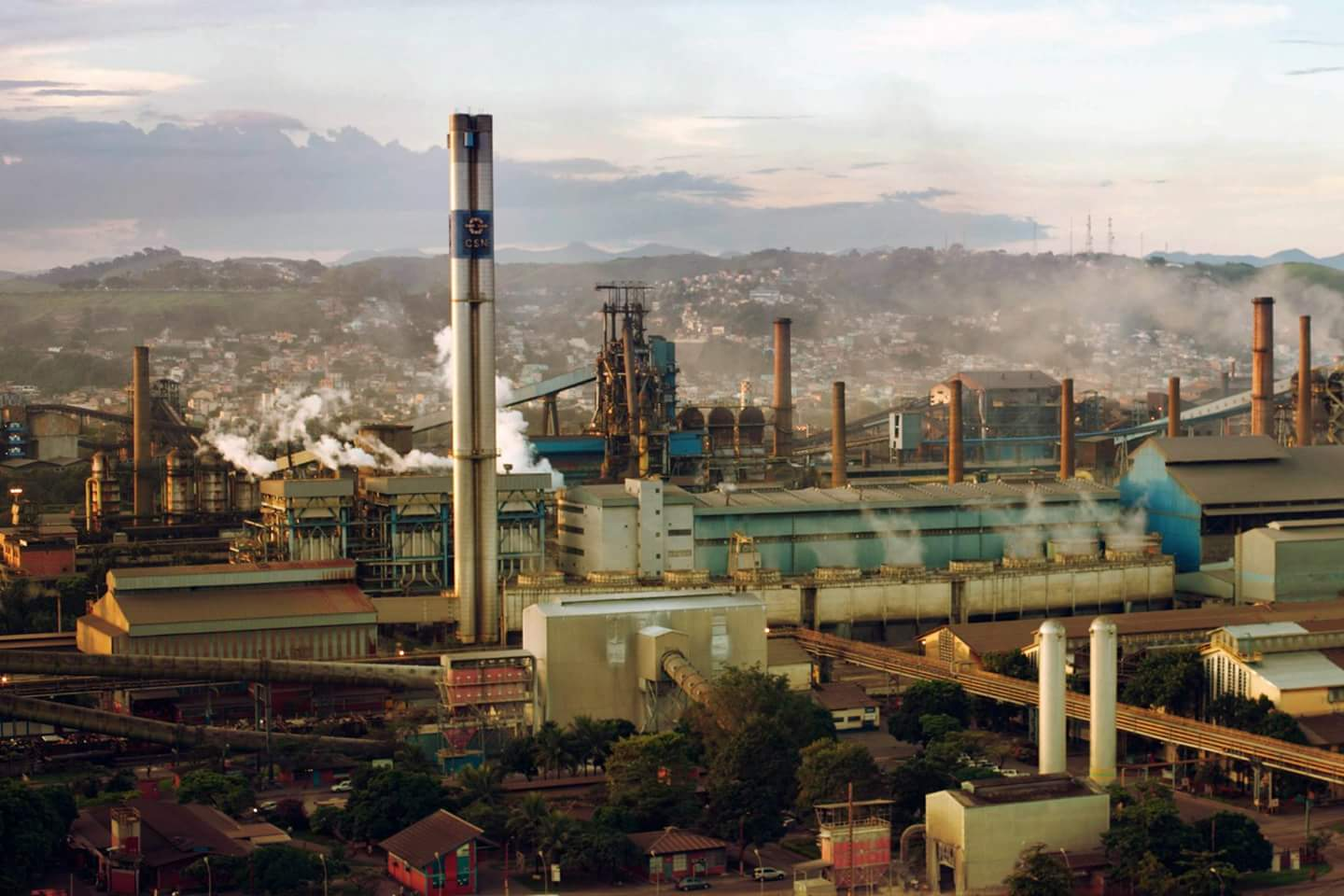
Produttore di acciaio CSN, a Rio de Janeiro.

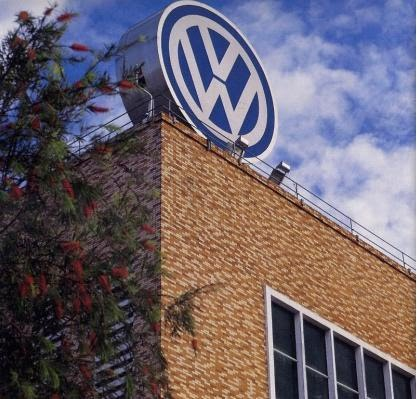
Stabilimento Volkswagen a San Paolo

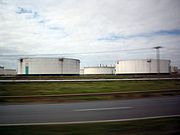
REPLAN, la Petrobras principale raffineria che produce petrolio, con sede a Paulínia, San Paolo.

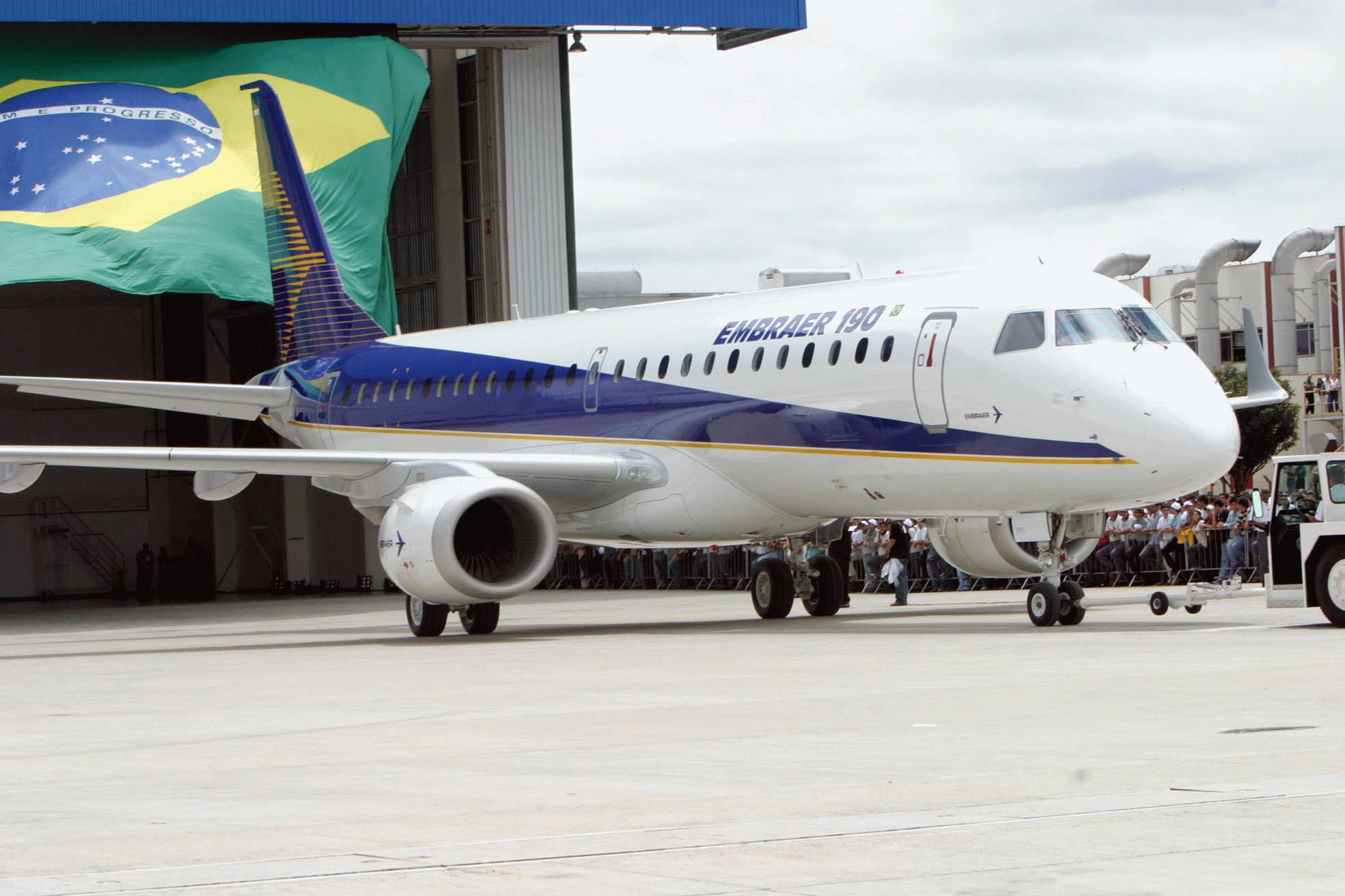
Embraer Y-190, aeromobili sviluppato da azienda Embraer con sede a São José dos Campos, nell'entroterra di San Paolo.

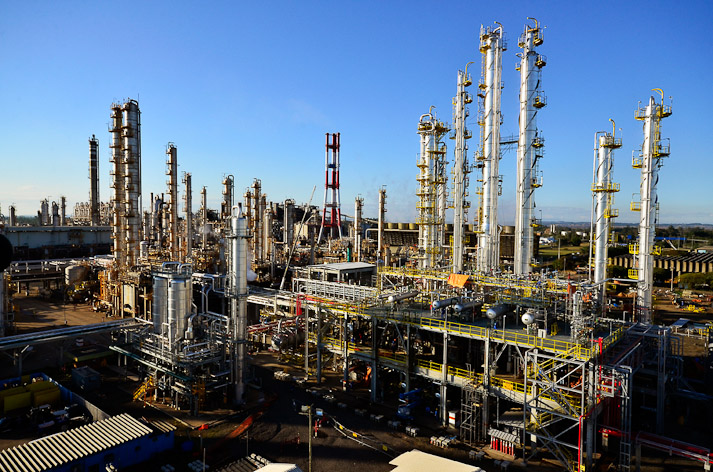
Industria chimica Braskem a San Paolo

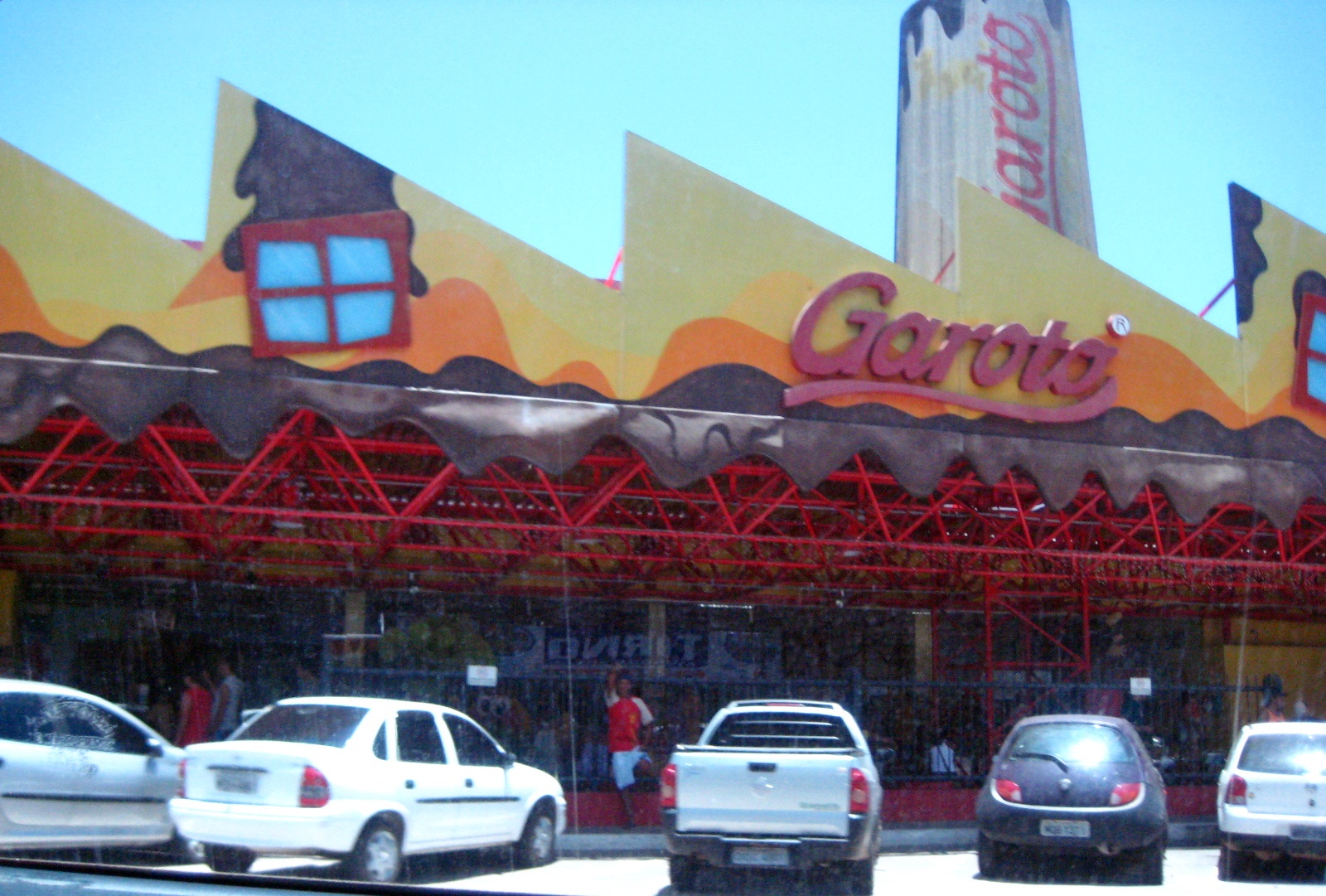
Fabbrica di cioccolato Garoto, nello stato di Espírito Santo.

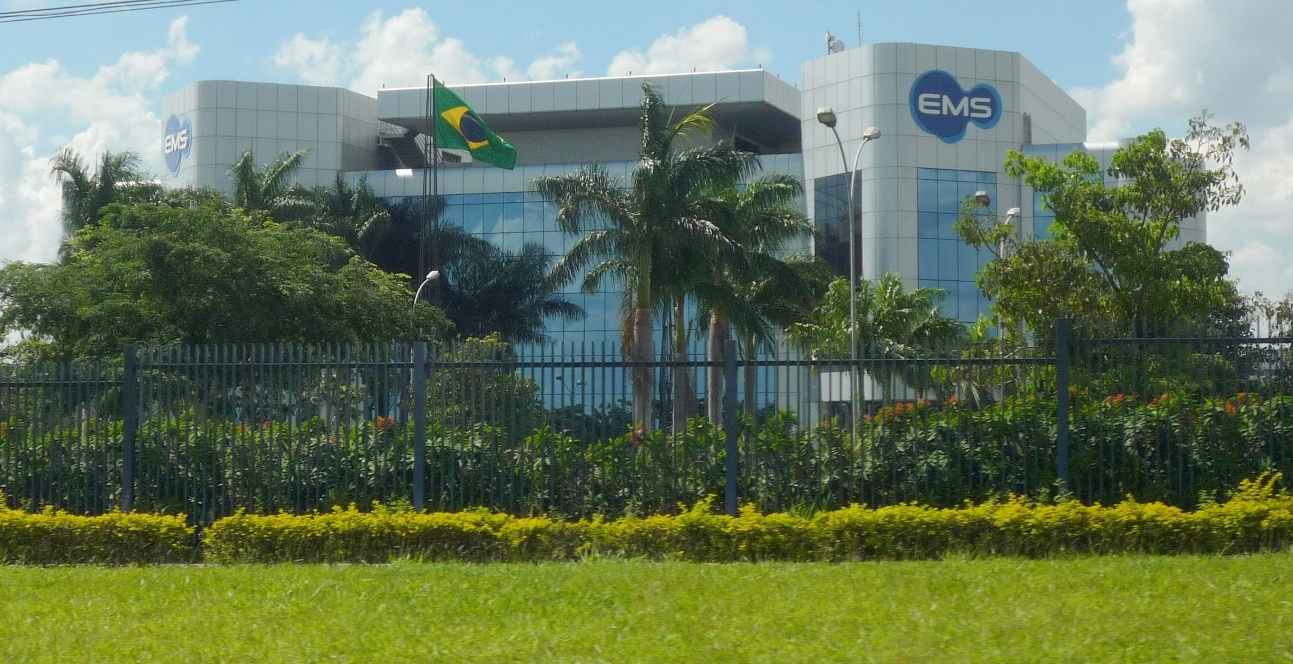
Industria farmaceutica EMS a San Paolo

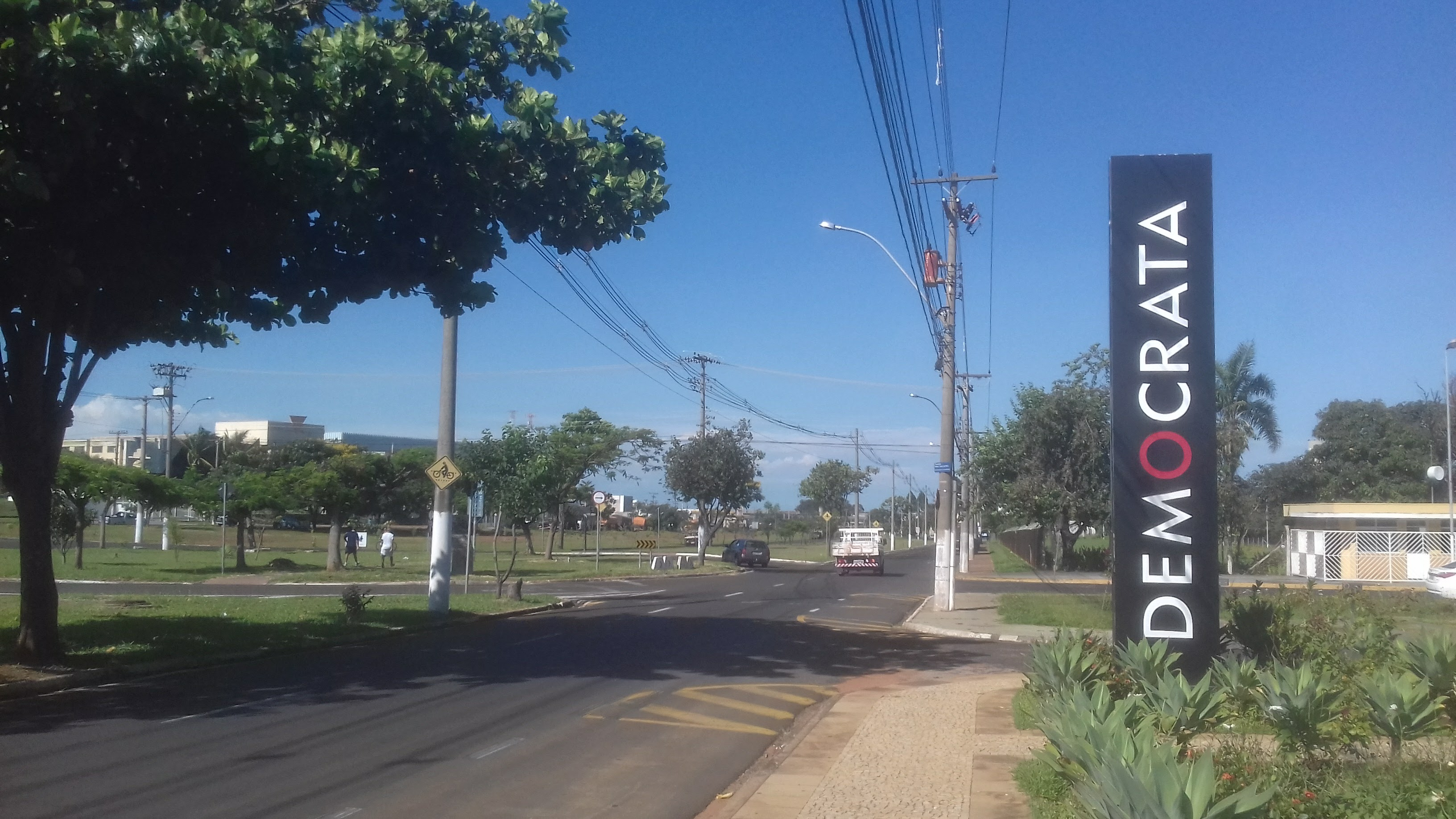
Portico del calzaturificio uomo Democrata a Franca

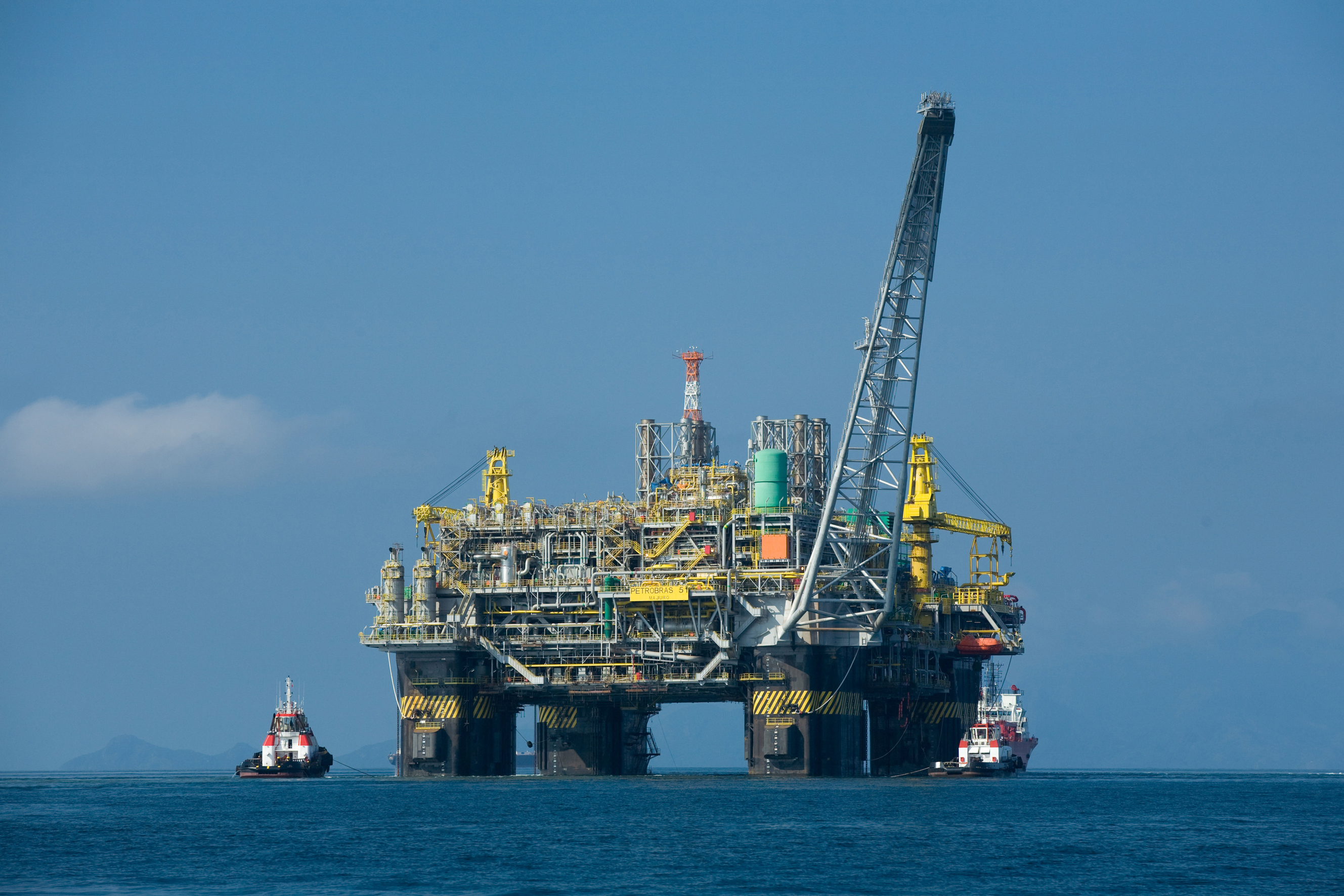
Piattaforma P-51, per la produzione di petrolio e gas naturale a Rio de Janeiro

Nella regione del sud-est iniziò l'industrializzazione del paese, rendendo l'industria di trasformazione la principale fonte di reddito e lavoro nei suoi stati. Lo stato di San Paolo è diventato il più grande parco industriale del Sud America.
La Regione Sudest detiene il 53% del PIL industriale del Brasile.

Le principali attività industriali nella regione sono:
- Industria siderurgica e metallurgia: è in questa regione che si trova la prima industria di questo tipo, la Companhia Siderúrgica Nacional, nella città di Volta Redonda, per la sua vicinanza a una vasta area di estrazione del ferro, il cosiddetto "quadrilatero del ferro", nello stato di Minas Gerais. Nella regione sono installati anche Usiminas, in Ipatinga, che oggi è il più grande produttore di acciaio grezzo del paese, e la Companhia Siderúrgica de Tubarão, a Vitória, Espírito Santo. La regione sud-orientale produce circa il 90% dell'acciaio del paese.

In Brasile, il settore automobilistico rappresenta circa il 22% del PIL industriale. La Greater ABC Region, a San Paolo, è il primo centro e il più grande centro automobilistico del Brasile. Quando la produzione del paese era praticamente limitata all'ABC, lo Stato rappresentava il 74,8% della produzione brasiliana nel 1990. Nel 2017 questo indice è sceso al 46,6% e nel 2019 al 40,1%, a causa di un fenomeno di internalizzazione della produzione di veicoli in Brasile, spinto da fattori come i sindacati, che hanno imposto eccessivi oneri sul lavoro e sui salari, scoraggiano gli investimenti e favoriscono la ricerca di nuove città. Lo sviluppo delle città ABC ha contribuito a frenare l'attrattiva, a causa dell'aumento dei costi immobiliari e della maggiore densità di aree residenziali. Sul Fluminense (Rio de Janeiro) era già il secondo polo più grande nel 2017, ma nel 2019 è sceso al quarto posto, dietro Paraná (15%) e Minas Gerais (10,7%). Nel sud-est ci sono fabbriche di GM, Volkswagen, Fiat, Ford, Honda, Toyota, Mitsubishi, Nissan, Hyundai, Mercedes-Benz, Land Rover, Citroen / Peugeot, Scania e Iveco.
Nella produzione di trattori, nel 2017, i principali produttori in Brasile erano John Deere, New Holland, Massey Ferguson, Valtra, Case IH e il brasiliano Agrale. Hanno tutti stabilimenti nel sud-est, praticamente a San Paolo.
- Petrolio: quasi tutto il petrolio e il gas naturale del Brasile viene estratto nel sud-est, principalmente a Rio de Janeiro, ma anche a Espírito Santo e San Paolo. La maggior parte della raffinazione del petrolio viene effettuata anche nella regione. Rio de Janeiro presenta una grande importanza nella prospezione petrolifera, di cui San Paolo ha una grande importanza nell'attività di raffinazione, essendo situata in quello stato le principali raffinerie del paese, tra cui la REPLAN, la principale del paese. Oltre al petrolio, c'è l'estrazione di gas naturale dal bacino marittimo di Santos e, fino a pochi anni fa, c'era l'estrazione di bitume nella valle del fiume Paraíba.
- Alta tecnologia: la cosiddetta "Silicon Valley brasiliana" si trova in quella regione, composta dalle città di San Paolo, São José dos Campos, São Carlos e Campinas. Queste quattro città concentrano industrie di informatica, telecomunicazioni, elettronica e altre attività che coinvolgono l'alta tecnologia; oltre ad avere importanti centri di ricerca e importanti università, come l '"Istituto Tecnologico di Aeronautica" - ITA, a São José dos Campos. Il Brasile ha due grandi centri di produzione di prodotti elettronici, situati nella regione metropolitana di Campinas, nello Stato di San Paolo, e nella zona di libero scambio di Manaus, nello Stato di Amazonas. Ci sono grandi aziende tecnologiche di fama internazionale, nonché parte delle industrie che partecipano alla loro catena di approvvigionamento. Il paese ha anche altri centri più piccoli, come i comuni di São José dos Campos e São Carlos, nello stato di San Paolo. A Campinas esistono unità industriali di gruppi come General Electric, Samsung, HP e Foxconn, un produttore di Apple e Dell. São José dos Campos, si concentra sull'industria aeronautica. Qui è dove si trova il quartier generale di Embraer, una società brasiliana che è il terzo produttore di aeromobili al mondo, dopo Boeing e Airbus,. Nella produzione di telefoni cellulari e altri prodotti elettronici, Samsung produce a Campinas; LG produce in Taubaté; Flextronics, che produce telefoni cellulari Motorola, produce in Jaguariúna; e Semp-TCL produce in Cajamar. A Santa Rita do Sapucaí, Minas Gerais, 8.000 posti di lavoro sono legati al settore, con più di 120 aziende. La maggior parte produce apparecchiature per l'industria delle telecomunicazioni, come i decoder, compresi quelli utilizzati nella trasmissione del sistema televisivo digitale.[16][17][18]

Nel 2011, il Brasile aveva la sesta industria chimica più grande del mondo, con un fatturato netto di 157 miliardi di dollari, pari al 3,1% delle vendite mondiali. A quel tempo c'erano 973 fabbriche di prodotti chimici per uso industriale. Sono concentrati nella regione sud-orientale, principalmente a San Paolo. Nel 2018, il settore chimico brasiliano era l'ottavo più grande al mondo, rappresentando il 10% del PIL industriale nazionale e il 2,5% del PIL totale. Nel 2020 le importazioni occuperanno il 43% della domanda interna di prodotti chimici. Dal 2008, l'utilizzo medio della capacità nell'industria chimica brasiliana è stato considerato basso, compreso tra il 70 e l'83%.
In industria farmaceutica, la maggior parte delle società brasiliane è stata stabilita a San Paolo e Rio de Janeiro da molto tempo. Nel 2019, la situazione era che, a causa dei vantaggi fiscali offerti in stati come Pernambuco, Goiás e Minas Gerais, le società lasciavano RJ e SP e si dirigevano verso questi stati. Nel 2017, il Brasile era considerato il sesto mercato farmaceutico più grande al mondo. La vendita di farmaci nelle farmacie ha raggiunto circa R $ 57 miliardi (US $ 17,79 miliardi) nel paese. Il mercato farmaceutico in Brasile aveva 241 laboratori regolamentati e autorizzati per la vendita di medicinali. Di questi, la maggioranza (60%) ha il capitale nazionale. Le multinazionali avevano circa il 52,44% del mercato, con il 34,75% negli imballaggi commercializzati. I laboratori brasiliani rappresentano il 47,56% del mercato nelle vendite e il 65,25% nelle casse vendute. Nella distribuzione delle vendite di farmaci per stato, San Paolo si è classificata al primo posto: l'industria farmaceutica di San Paolo ha registrato un fatturato di 53,3 miliardi di R $, il 76,8% delle vendite totali in tutto il paese. Le aziende che hanno beneficiato maggiormente della vendita di farmaci nel paese nel 2015 sono state EMS, Hypermarcas (NeoQuímica), Sanofi (Medley), Novartis, Aché, Eurofarma, Takeda, Bayer, Pfizer e GSK.
In industria alimentare, nel 2019, il Brasile è stato il secondo esportatore mondiale di alimenti trasformati, con un valore di 34,1 miliardi di dollari in esportazioni. Il fatturato dell'industria alimentare e delle bevande brasiliano nel 2019 è stato di 699,9 miliardi di R $, il 9,7% del prodotto interno lordo del paese. Nel 2015, il settore industriale degli alimenti e delle bevande in Brasile comprendeva 34.800 aziende (senza contare i panifici), la stragrande maggioranza delle quali era piccola. Queste aziende impiegavano più di 1.600.000 lavoratori, rendendo l'industria alimentare e delle bevande il più grande datore di lavoro nel settore manifatturiero. Ci sono circa 570 grandi aziende in Brasile, che rappresentano una buona parte del reddito totale del settore. San Paolo ha creato aziende come: Yoki, Vigor, Minerva Foods, Bauducco, Santa Helena, Marilan, Ceratti, Fugini, Chocolates Pan, Embaré, tra gli altri. Minas Gerais ha creato aziende alimentari di importanza nazionale come Itambé e Pif Paf Alimentos. Espírito Santo ha creato Chocolates Garoto e Rio de Janeiro ha creato Piraquê e Granfino.
Nel Settore calzaturiero, nel 2019 il Brasile ha prodotto 972 milioni di paia. Le esportazioni sono state intorno al 10%, raggiungendo quasi 125 milioni di paia. Il Brasile è al quarto posto tra i produttori mondiali, dietro a Cina, India e Vietnam, e all'undicesimo tra i maggiori esportatori. Delle paia prodotte, il 49% era di plastica o gomma, il 28,8% di laminato sintetico e solo il 17,7% di pelle. Il polo più grande del Brasile è a Rio Grande do Sul, ma San Paolo ha importanti centri di scarpe, come quello nella città di Franca, specializzato in calzature da uomo, nella città di Jaú, specializzato in calzature da donna e nella città di Birigui, specializzata in calzature. bambini. Jaú, Franca e Birigui rappresentano il 92% della produzione di calzature nello stato di San Paolo. Birigui conta 350 aziende, che generano circa 13.000 posti di lavoro, producendo 45,9 milioni di paia all'anno. Il 52% delle scarpe per bambini nel paese viene prodotto in questa città. Da Birigui provenivano la maggior parte dei più famosi calzaturifici per bambini del paese. Jaú ha 150 fabbriche che producono circa 130.000 paia di scarpe da donna economiche al giorno. Il settore calzaturiero di Franca conta circa 550 aziende e impiega circa 20.000 dipendenti. La maggior parte delle fabbriche di scarpe da uomo più famose del paese proviene da San Paolo. Minas Gerais ha un polo specializzato in scarpe e scarpe economiche a Nova Serrana. La città ha circa 830 industrie, che nel 2017 hanno prodotto circa 110 milioni di paia. Tuttavia, nel complesso, l'industria brasiliana ha lottato per competere con le calzature cinesi, che hanno un prezzo imbattibile a causa della differenza nella riscossione delle tasse da un paese all'altro, oltre all'assenza di pesanti tasse sul lavoro brasiliane in Cina, e l'uomo d'affari brasiliano ha dovuto investire in prodotti a valore aggiunto, coniugando qualità e design, per sopravvivere.
In industria tessile, il Brasile, nonostante sia stato tra i 5 maggiori produttori mondiali nel 2013, e rappresentativo nel consumo di tessuti e abbigliamento, ha pochissimo inserimento nel commercio mondiale. Nel 2015, le importazioni brasiliane si sono classificate al 25 ° posto (5,5 miliardi di dollari). E nelle esportazioni, era solo 40 ° nella classifica mondiale. La partecipazione del Brasile al commercio mondiale di tessili e abbigliamento è solo dello 0,3%, a causa della difficoltà di competere sul prezzo con i produttori in India e principalmente in Cina. Il valore lordo della produzione, che include il consumo di beni intermedi e servizi, dell'industria tessile brasiliana corrispondeva a quasi R $ 40 miliardi nel 2015, l'1,6% del valore lordo della produzione industriale in Brasile. San Paolo (37,4%) è il maggior produttore. Le principali aree produttive di San Paolo sono la Regione Metropolitana di San Paolo e Campinas. Il Minas Gerais ha l'8,51% (la terza più grande produzione nel paese).
In industria degli elettrodomestici, le vendite sono state di 12,9 milioni di unità nel 2017. Il settore ha registrato il suo picco di vendite nel 2012, con 18,9 milioni di unità. I marchi che hanno venduto di più sono stati Brastemp, Electrolux, Consul e Philips. Brastemp è originario di São Bernardo do Campo. San Paolo è stato anche il luogo in cui è stata fondata Metalfrio.